# Svältorna

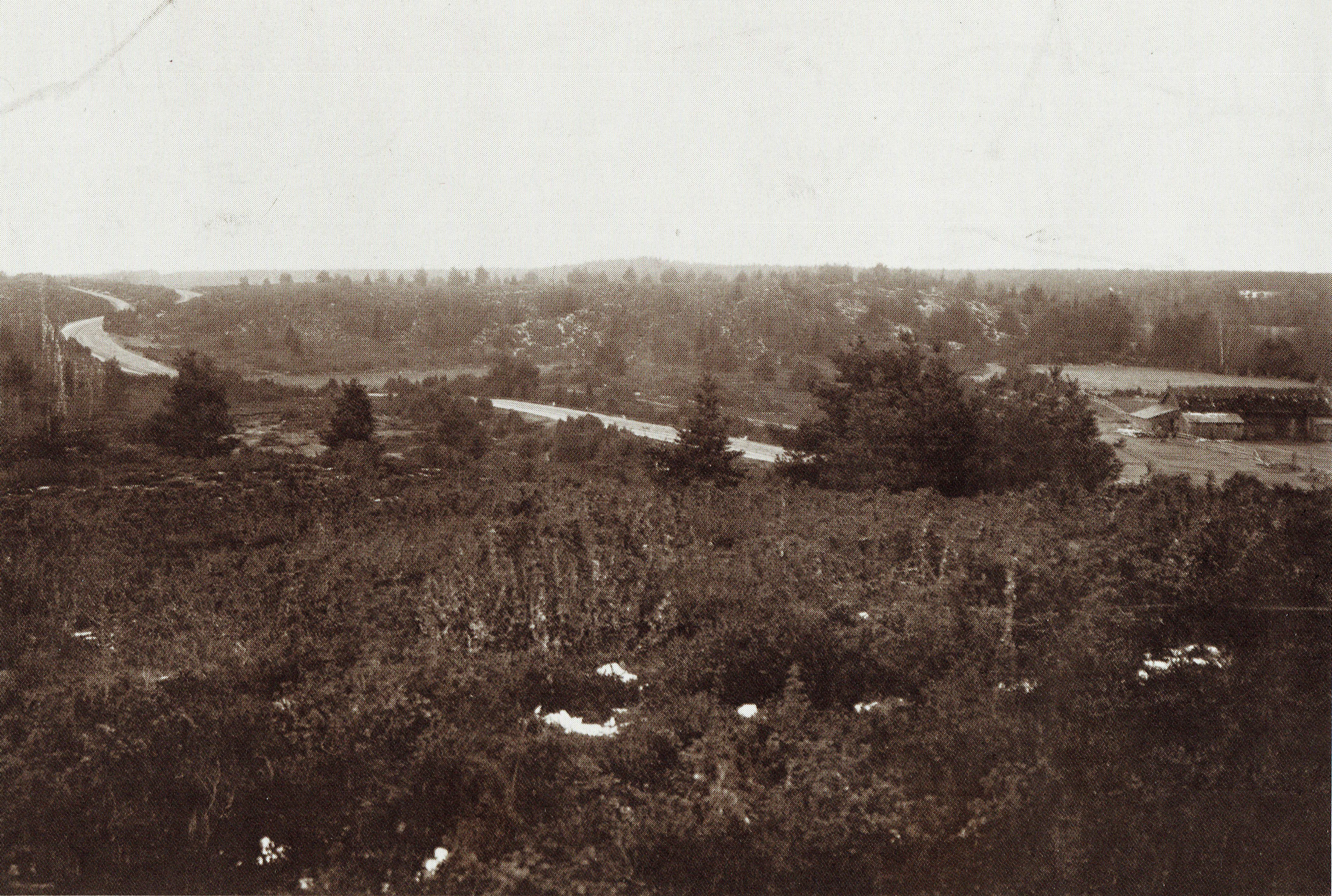
Svältorna på foto från omkring 1910.

Svältorna var kala eller glest bevuxna bergåsar och ljunghedar, vilka uppkom genom skövling av ek- och bokskog i Kullings och Gäsene härader i Västergötland, dåvarande Älvsborgs län. De var uppdelade i Lilla Svältan och Stora Svältan. Brännandet av ljungheden förstörde myllan allt eftersom det fortsatte.
År 1864 lyckades skogsodlingsintresserade personer genomdriva ett riksdagsbeslut som innebar att staten köpte stora områden av Svältorna, omfattande 3 000 tunnland, där skog sedan odlades. Det goda resultatet av dessa kronoplanteringar lockade sedan enskilda jordägare att följa exemplet.
Sedan 1860-talet har Svältorna till största delen planterats med skog. Skogen är barrskog i torrare områden och björk i fuktigare marker.